# Lenzspitze
El Lenzspitze  és una muntanya de 4.294 metres que es troba a la regió del Valais a Suïssa.